# Ludwig Witthinrich
Ludwig Witthinrich (ur. 6 listopada 1890, zm. ?) – SS-Untersturmführer, komendant Obozu przesiedleńczego (niem. Umsiedlungslager) – przy ul. Hutora 32 w okupowanej Łodzi Litzmannstadt.

## Życiorys
Nr NSDAP: 3 426 584, Nr SS: 155 192. Awansowany na SS-Untersturmführera w dniu 30.01.1937 r.